# Línea 30 (Asunción)
La Línea 30 Vanguardia S.A.C.I. es una línea interurbana de autobuses de Paraguay, que comunica la ciudad de Luque con distintos puntos de la ciudad de Asunción. Estos ramales son diferenciados por un código de colores; blanco, rojo, amarillo, verde. También comunica el Aeropuerto Internacional Silvio Pettirossi con el centro de Asunción.
La línea está gestionada por la  Empresa Vanguardia S.A.C.I. y regulada por el Vice Ministerio del Transporte (VMT), dependiente del  Ministerio de Obras Públicas y Comunicaciones (MOPC).
También se puede destacar que la Empresa Vanguardia S.A.C.I. llegó hasta cercanías del actual Canal 13 para luego extender su recorrido hasta Cañada, Lambaré, posteriormente tras las faltas de buses en inmediaciones del Barrio Itá Enramada de Asunción en el 2021 hasta la actualidad. Donde llegó a su máximo extendimiento en Asunción. Siendo un recorrido de 2 horas y media entre Luque - Asunción.

## Puntos de Interés dentro del recorrido
- Aeropuerto Internacional Silvio Pettirossi
- Confederación Sudamericana de Fútbol
- ANDE
- Hotel Guaraní
- Colegio Nacional "E.M.D." Asunción Escalada
- Plaza Uruguaya